# Die wunderbare Welt der Sachiko Hanai
Die wunderbare Welt der Sachiko Hanai (jap. 発情家庭教師 先生の愛汁, Hatsujō katei kyōshi: Sensei no aijiru, dt. „Geschlechtstrieb-Privatlehrer: Lehrers Liebessaft“), auch unter dem internationalen Verleihtitel The Glamorous Life of Sachiko Hanai bekannt, ist ein japanischer Spielfilm aus dem Jahr 2003. Der Film, der mit Stilmitteln des Pinkmovie arbeitet, entstand unter der Regie Mitsuru Meikes nach einem Drehbuch Takao Nakanos. Die Satire verbindet Kritik an der US-amerikanischen Außenpolitik und andere gesellschaftskritische Inhalte mit pornographischen Elementen.

## Handlung
Die Prostituierte Sachiko Hanai arbeitet für einen Imekura, einen Sexrollenspielclub. Während sie in einer Bar auf eine Kollegin wartet, wird sie Zeugin eines geheimen Treffens, bei dem eine Kopie des Fingers von US-Präsident George W. Bush ausgetauscht werden soll. Einer der beiden Geschäftspartner erschießt wegen eines Missverständnisses den anderen. Im folgenden Chaos gelangt der Finger in Sachikos Handtasche und der Verbrecher schießt auch ihr in den Kopf. Sie überlebt den Schuss und beginnt, eine ungeahnte Intelligenz zu entwickeln. Gleichzeitig stellen sich jedoch auch erhebliche Wahrnehmungs- und Erinnerungsstörungen ein.
Sie beginnt zunächst eine Affäre mit einem Professor, begibt sich aber nach dessen Tod zusammen mit ihrem Attentäter auf die Suche nach dem Schlüssel zur absoluten Macht. In einer Höhle finden sie ein Steuergerät für alle amerikanischen Interkontinentalraketen, die sie schließlich mit Hilfe des Fingers startet und so die nukleare Zerstörung auslöst.

## Veröffentlichungen
Der Film kam am 14. Oktober 2003 unter dem Titel Hanai Sachiko no Karei na Shōgai (花井さちこの華麗な生涯, dt. „Sachiko Hanais prächtiges Leben“) in die japanischen Kinos. Da sich der Film in Japan zu einem Erfolg entwickelte, erlaubten die Produzenten dem Regisseur Mitsuru Meike, den Film um eine halbe Stunde Laufzeit zu erweitern. Am 26. November 2005 startete eine längere Fassung unter dem Titel Hatsujō Katei Kyōshi: Sensei no Aijiru in den Kinos Japans. Diese wurde als Grundlage für den weltweiten Vertrieb des Films genommen. Die wunderbare Welt der Sachiko Hanai war auf mehreren internationalen Filmfestivals zu sehen, lief im Fernsehen einiger Länder und hatte am 13. April 2007 einen begrenzten Kinostart in den Vereinigten Staaten.

## Rezeption
Anlässlich des US-amerikanischen Kinostarts schrieb man in The New York Times, der Film sei „ein Durcheinander aus politischer Soft-Core-Parodie, erzählerischem Hard-Core-Unsinn, kessem Sexismus, schrottigen Bildern und billigem Surrealismus.“ Obwohl der Film ursprünglich als Softporno erschien, entwickelte er sich zu etwas „Ambitionierterem, gewissermaßen“.
In Variety meinte man: „Wenn empörende Konzepte Alles wären, wäre dieser neueste Anreiz in der oft exzentrischen Geschichte des japanischen 'Pinkfilms' […] genial. Aber die verrückten Ideen in Takao Nakanos Drehbuch  unterhalten lediglich ruckartig unter Mitsuru Meikes anödender Regie.“